# 12083 Darone
12083 Darone este o planetă minoră (asteroid), cu un diametru de 3,672 km, din centura de asteroizi. A fost descoperită pe 20 martie 1998 la Magdalena Ridge Observatory⁠(d) de Lincoln Near-Earth Asteroid Research. 
Obiectul prezintă o orbită caracterizată de o semiaxă mare de 2,1285869 UAi, o excentricitate de 0, o înclinație de 2,5946 ° în raport cu ecliptica.